# شالبی
شالبی (به آلمانی: Schaalby) یک شهر در آلمان است که در اشلسویگ-فلنسبورگ واقع شده‌است. شالبی ۱٬۷۰۰ نفر جمعیت دارد.